# Pristimantis puruscafeum
Pristimantis puruscafeum es una especie de anfibio anuro de la familia Craugastoridae.

## Distribución geográfica
Esta especie es endémica de la provincia de Tungurahua en Ecuador. Se encuentra a unos 3100 m sobre el nivel del mar en el Cerro La Candelaria.

## Descripción
Los 3 especímenes machos adultos observados en la descripción original tienen una longitud estándar de 12 mm a 14 mm y las especímenes hembras adultaa observadaa en la descripción original miden 19 mm de longitud estándar.

## Etimología
Esta especie lleva el nombre en honor de la Empresa Puro Coffee, debido a su participación en la protección de la biodiversidad.

## Publicación original
- Reyes-Puig, Reyes-Puig, Ramírez-Jaramillo, Pérez-L. & Yánez-Munoz, 2015 "2014": Tres nuevas especies de ranas terrestres Pristimantis (Anura: Craugastoridae) de la cuenca alta del Río Pastaza, Ecuador/Three new species of terrestrial frogs Pristimantis (Anura: Craugastoridae) from the upper basin of the Pastaza River, Ecuador. Avances en Ciencias e Ingenieras, Quito, Sección B, vol. 6, p. 51–62[3]